# Ning Cai
Ning Cai est un acteur et réalisateur chinois.
Ning Cai est né en 1963 en Mongolie-Intérieure chinoise. Il est diplômé de l’Académie de Shanghai en tant qu’acteur en 1986. Il tourne aussi pour la télévision. Comme acteur, il reçoit la Plum Blossom Award, plus haute distinction chinoise en matière de théâtre. En 1998, il est diplômé en tant que réalisateur à la Beijing Film Academy et s'attaque à la réalisation. La Saison du cheval est son premier film de fiction.